# Lenny Nangis
Lenny Nangis (Basse-Terre, 21 febbraio 1994) è un calciatore francese, centrocampista del Bnei Sakhnin.

## Carriera

### Club
Nella stagione 2011-2012 ha giocato 11 partite in Ligue 1 con il Caen, segnando anche 1 gol. Nel 2013 passa in prestito all'Amiens. Nelle prime 9 giornate segna 8 gol.

### Nazionale
Ha giocato per la nazionali giovanili francesi dall'Under-16 all'Under-21 prima di debuttare con la Guadalupa nel 2018.